# Raw Demoon Alchemy (A Lone Operation)
Raw Demoon Alchemy (A Lone Operation) ist ein Jazzalbum von Darius Jones. Die am 18. Oktober 2019 im Veranstaltungsort Holocene in Portland, Oregon entstandenen Aufnahmen erschienen am 5. November 2021 auf dem Independent-Label Northern Spy.

## Hintergrund
Nach seinem letzten, um 2015 entstandenen Album Le Bebe de Brigitte (Lost in Translation) wirkte der Saxophonist Darius Jones bei Aufnahmen von Musikerkollegen wie Nasheet Waits, Allen Lowe, Fay Victor, Eric Revis und Marc Ribot mit und trat mit eigenen Bands auf, ohne jedoch weiterhin im Studio aufzunehmen. Raw Demoon Alchemy (A Lone Operation) ist ein Solo-Mitschnitt des Saxophonisten, der bei einer Live-Performance 2019 in Oregon entstand. Zu den fünf Stücken gehören vier Coverversionen von afroamerikanischen Künstlern – Georgia Anne Muldrow („Figur No. 2“), Ornette Coleman („Sadness“, das erstmals 1962 in Colemans Town Hall Concert aufgenommen wurde (ESP-Disk, 1965)), Roscoe Mitchell („Nonaah“, nach einem Auszug aus einer Fassung 1976 beim Festival in Willisau, Schweiz) und Sun Ra („Love in Outer Space“). Des Weiteren spielte Jones eine Interpretation von „Beautiful Love“, einem Jazzstandard der 1930er-Jahre, der eng mit Doris Day und später mit Bill Evans verbunden ist. „Beautiful Love“ beginnt mit einem Zitat aus dem The-Addams-Family-Thema, bevor Jones seine eigenen Ideen einsetzt, notierte Thom Jurek. Er untersuche das melancholische Rückgrat der Melodie, indem er schmückende Fragmente aus „On a Clear Day (You Can See Forever)“ (ein Song von Burton Lane und Alan Jay Lerner), „The Sheik of Araby“ und sogar die Bridge aus „The Star-Spangled Banner“ hinzufügt.
„Ich möchte einen Moment festhalten, den Anfang von etwas am Ende von etwas anderem kristallisieren“, wird Jones in den Liner Notes zitiert. Getrennt und inzwischen geschieden nach einer zehnjährigen Partnerschaft, balanciert Alchemy die emotionale Last der Belastung nach der Trennung mit dem einfachen Akt des Alleinseins. „Jedes Stück enthüllt eine tiefe und tiefgreifende Verletzlichkeit in jeder Solo-Performance, die nicht nur persönlich ist, sondern auch in die Spaltung unseres aktuellen politischen Klimas auf Makroebene eintaucht.“

## Titelliste
- Darius Jones: Raw Demoon Alchemy (A Lone Operation) (Northern Spy 141)[3]

1. Figure No. 2 (Georgia Anne Muldrow) 9:48
2. Sadness (Ornette Coleman) 9:22
3. Beautiful Love (Wayne King, Egbert VanAlstyne, Victor Young) 6:03
4. Nonaah (Roscoe Mitchell) 9:39
5. Love in Outer Space (Sun Ra) 13:45

## Rezeption
Will Layman (Pop Matters) zählte das Album zu den besten Neuveröffentlichungen des Jahres 2021 und schrieb, indem Jones die Musik anderer Komponisten spielt, zeige er seine große Bandbreite an Assoziationen und Verbindungen. Gegenwärtig gebe es keinen Saxophonisten mit einem reineren und erstaunlicheren Ton, einem von Autorität und Menschlichkeit. Auf Georgia Ann Muldrows „Figure No. 2“ spiele er die einfache zweistimmige Melodielinie in Wiederholungen, die mit jedem Zug tiefer und abwechslungsreicher (und letztendlich intimer) werden. Es sei bemerkenswert am Beispiel „Beautiful Love“, dass jede Note, die Jones wählt, absolut überlegt und genau sei, einige aus der Ferne zu wahrer Tonalität geformt, andere mit einem Knurren oder anderen aufregenden Artikulationen gefärbt. Die Melodie glänze schließlich, jeglicher Sentimentalität beraubt.
Thom Jurek verlieh dem Album in Allmusic vier Sterne und schrieb, diese Darbietungen hätten etwas unsagbar Verletzliches. Seine gemächliche Herangehensweise entdecke die kreative Möglichkeit, sich in dem Moment zu kristallisieren, in dem ein Ende und ein Anfang gleichzeitig miteinander interagieren. Raw Demoon Alchemy werde völlig ungefiltert präsentiert, resümiert Jurek. Jones greife das auf, was ihn zu diesen Melodien geführt hat; er suche nach den Absichten der Komponisten und verleihe ihrer Kreativität dann einen Sinn aus seiner Lebenserfahrung, während eine kollektive Vergangenheit auf den prophetischen Geist der Zukunft trifft.

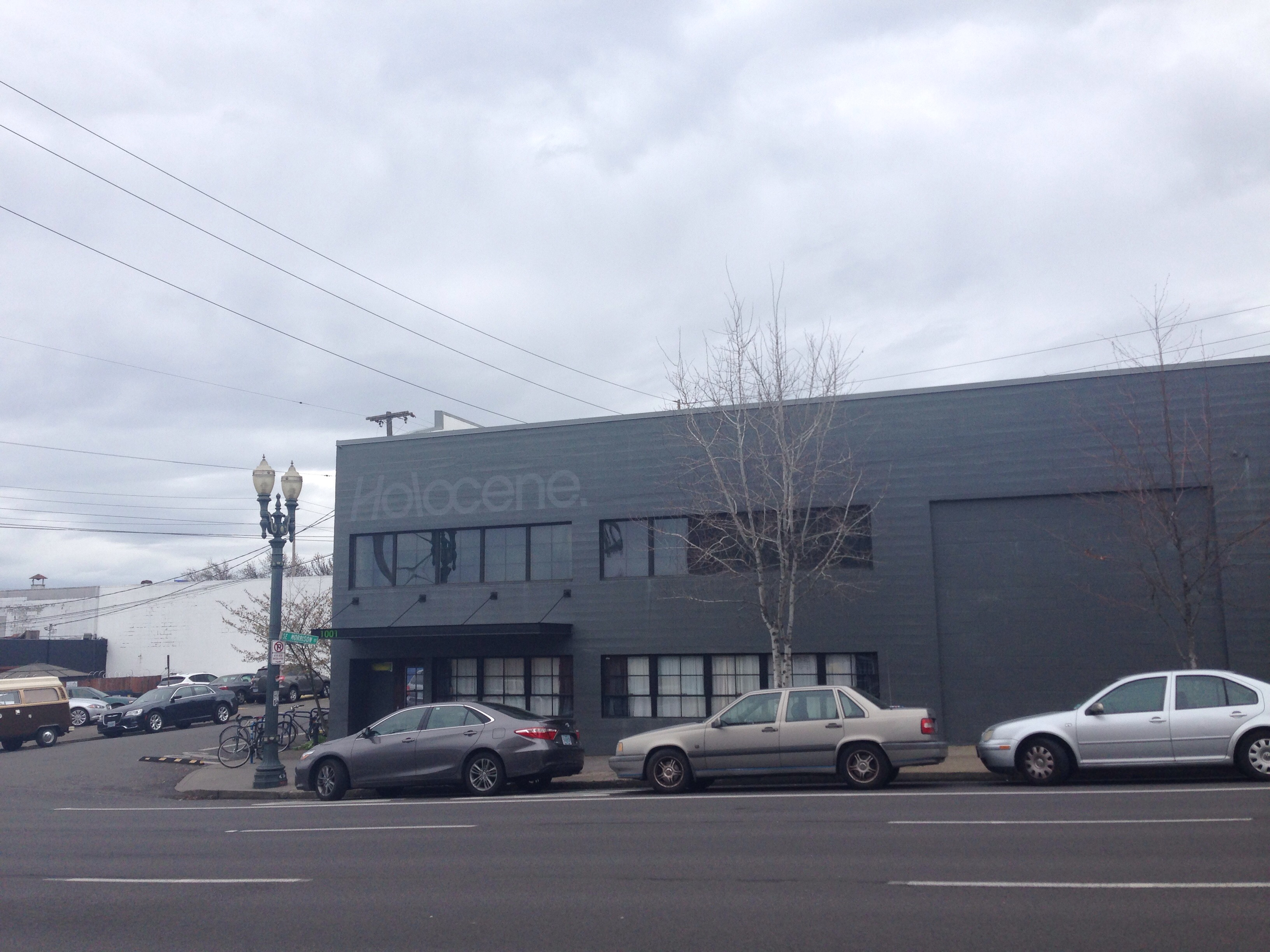
Veranstaltungsort Holocene in Portland, in dem das Album entstand

Nach Ansicht von Mark Corroto, der das Album in All About Jazz rezensierte, erinnere der Mitschnitt an Joe McPhees Solo-Darbietung Tenor (HatHut Records, 1977). Muldrows „Figure No. 2“ setze sowohl auf die besondere Atmosphäre, also die Stimmung des Raumes, als auch auf den Call-and-Response-Blues, den Jones stoisch liefere. „Sadness“ werde mit feierlicher gebührender Aufmerksamkeit dargeboten. Jones’ Tempo halte die emotionale Resonanz der Komposition aufrecht, als wäre es ein langer Abschied.
Mike Shanley schrieb in JazzTimes, auch wenn der Altsaxophonist Darius Jones keine der fünf Kompositionen geschrieben habe, fülle er in diesem Solo-Rezital alles mit zutiefst persönlichen Erkundungen. Wie bei vielen Solo-Saxophonalben sei dies vielleicht nicht gerade leichte Kost, aber es falle dem Hörer leicht, sich von der Intensität der Darbietung mitreißen zu lassen. Der natürliche Nachhall des Raums werde Teil der Musik und präge den Ton von Jones’ Altsaxophonspiel. Jones liefere ein perfektes Beispiel für Spannung und Entspannung, mit einem spielerischen Empfinden dafür, was vom Originalwerk beibehalten wurde. Mit „Beautiful Love“ mildere sich die Stimmung und lasse einen Hoffnungsschimmer zu, eine Emotion, die viele mit der [Anfang 2020] eintreffenden COVID-19-Pandemie aufgeben würden.
Nach Meinung von Daniel Felsenthal (Pitchfork Media) lasse uns das Album „mit einer drastisch begrenzten Palette fragen, warum wir bestimmte Musikstile und Tonleitern mit bestimmten Gefühlen verbinden. Entsteht Emotion doch nicht im Ohr des Hörers? Und enthält die Musik, die Jones interpretiert, nicht Schattierungen vieler Gefühle – Verlust und Liebe, Verwirrung und Gelassenheit – die alle, manchmal gleichzeitig, von einem meisterhaften Spieler in die Länge gezogen werden können?“ Man erwarte, dass Darius Jones uns von seiner Trennungsbilanz erzählt. Stattdessen erfahre man, dass er sich vielleicht nie vollständig erholt, sich aber dennoch [künstlerisch] entfalte.